# Павлотос, Валерий Павлович
Вале́рий Па́влович Павлото́с (12 августа 1940, Севастополь, Крымская АССР — 19 июня 2016, Ялта, Республика Крым, Крым) — советский, украинский и российский инженер-конструктор, художник кино, постановщик трюков, каскадёр.

## Биография
Родился в Севастополе в семье служащего. Летом 1942 года был эвакуирован, вернулся через два года, когда  город был освобождён, а в 1945 году семья уехала в Ялту. Окончил Московский автомеханический техникум, затем Севастопольский приборостроительный институт. Недолгое время работал наладчиком на рыбокомбинате, увлёкся скалолазанием, — впервые попал тогда на тренировку в Никитской расщелине, оказался в команде Крыма для участия во Всесоюзном первенстве альпинистов. В поисках работы в сентябре 1960 года оказался на Ялтинской киностудии, куда и был зачислен конструктором. Затем — инженер-конструктор, начальник конструкторского бюро, начальник цеха декоративно-технических сооружений, начальник цеха обеспечения сложных постановочных съёмок. Принимал участие в создании парусных судов как разработчик конструкций по эскизам художников-постановщиков, а также как художник-декоратор.
C 1961 года состоял, а в 1964—1969 годах возглавлял Ялтинский спасотряд Контрольно-спасательной службы Крыма, действовавший на общественных началах.
В 1970 году на Ялтинскую киностудию поступил заказ от кинокартины «Остров сокровищ» режиссёра Евгения Фридмана. Требовалось перестроить советское рыболовецкое судно «Клим Ворошилов» в 2-х мачтовую бригантину XVII века — «Испаньолу».

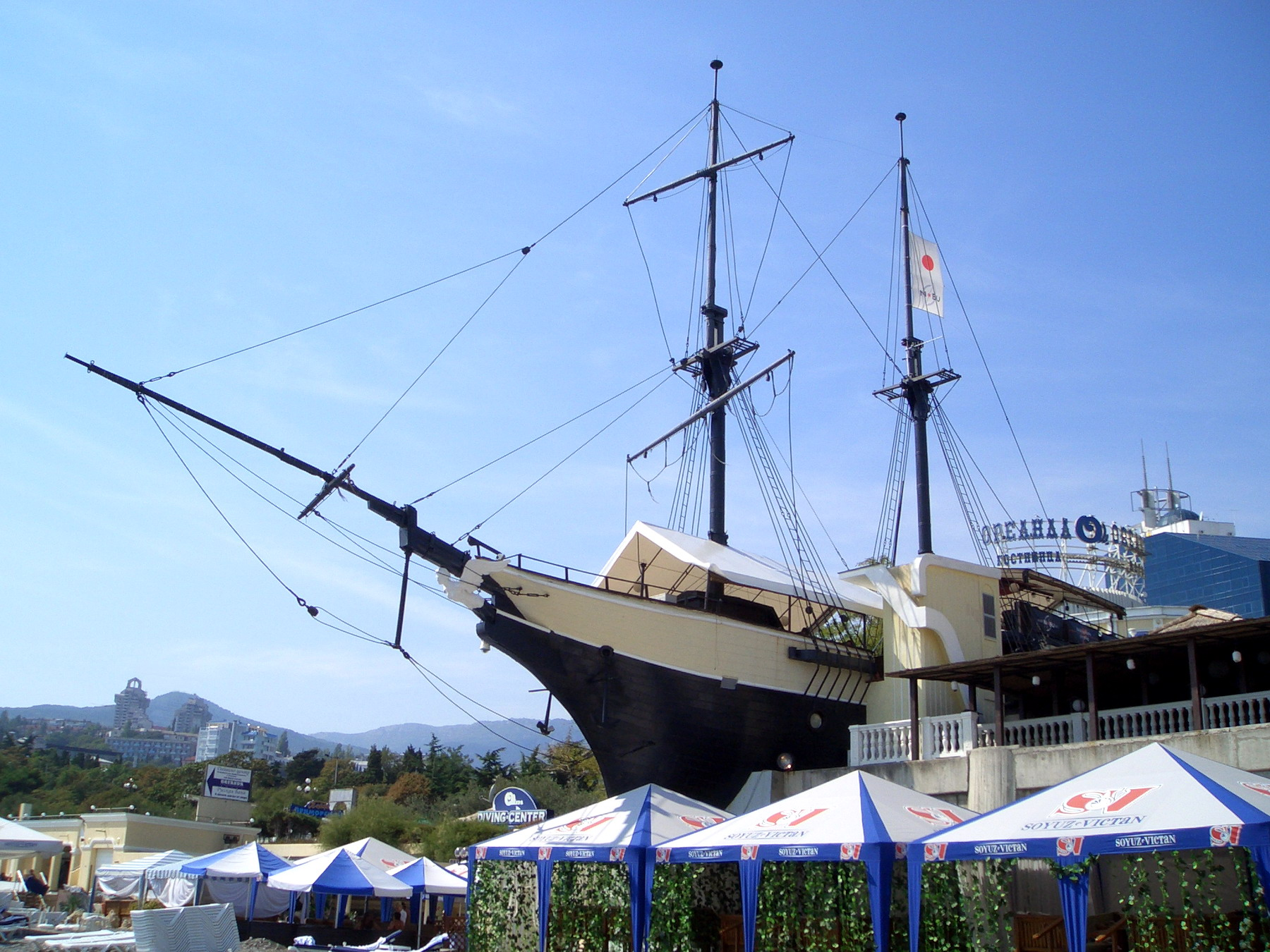
Шхуна-ресторан «Испаньола» на набережной имени В. И. Ленина, Ялта

Справиться с задачей удалось только к осени, зато шхуна прибыла к месту съёмок из Херсона своим ходом. Следом она успешно снялась ещё в двух картинах, были планы и наперёд, но из-за вмешательства крымской морской инспекции парусник был передан на баланс «Интуриста» и в 1972 году занял своё место напротив гостиницы «Ореанда», став одним из символов курорта.
В последующем старые сейнера, рыболовецкие фелюги и шлюпы его стараниями не раз превращались в шхуны, фрегаты и галеоны. Одной из последних работ мастера стал колёсный пароход для фильма Никиты Михалкова «Солнечный удар» (2014).
В. Павлотос имеет авторское свидетельство «Складной катамаран для киносъёмочных работ» (1983).
 Автор книги «Рождены, чтоб сказку сделать…» (2010), иллюстрированной фотографиями, эскизами, рисунками, схемами и чертежами, сделанными им в киноэкспедициях. В 2010 году снялся в документальном телефильме «Тайны нашего кино» режиссёра Максима Володина.
До 2014 года был председателем правления Крымского отделения Союза кинематографистов Украины. После аннексии Крыма Россией, которое приветствовал, возглавил Крымское региональное отделение Союза кинематографистов России.
Скончался 19 июня 2016 года в Ялте. Похоронен на Новом кладбище Ялты. 

В. Павлотос внёс большой вклад в освоение сложных методов киносъёмок в самых различных условиях — в горах и под землёй, на воде и под водой. Значительны его достижения в кинодекорационном строительстве, разработке оригинальных технологий строительства старинных парусных кораблей, создании динамических конструкций сказочных и фантастических существ, различных средств имитации космической «невесомости», землетрясений, ураганов, штормов и прочих катаклизмов, операторской и иной техники — сухопутной, воздушной, морской и подводной.
— Станислав Говорухин, из предисловия к книге «Рождены, чтоб сказку сделать…» 2010

### Семья
- Жена — Анна Ивановна Кузнецова (род. 1946), художник по костюмам;

- Дочь — Анастасия Валерьевна Павлотос (род. 1968), художник-дизайнер;
- Дочь — Дарья Валерьевна Павлотос (род. 1979), второй режиссёр.

## Избранная фильмография
как инженер-конструктор
- 1971 — Остров сокровищ
- 1972 — Жизнь и удивительные приключения Робинзона Крузо
- 1973 — Москва — Кассиопея
- 1974 — Отроки во Вселенной
- 1976 — Русалочка
- 1978 — Ветер странствий
- 1979 — Акванавты
- 1981 — В небе «ночные ведьмы»
- 1984 — Инопланетянка
- 2008 — Пассажирка

как постановщик трюков
- 1973 — Москва — Кассиопея
- 1974 — Отроки во Вселенной
- 1975 — Шторм на суше
- 1977 — Ветер «Надежды»
- 1978 — Поговорим, брат…
- 1979 — Пираты XX века
- 1982 — Спортлото-82
- 1985 — И ещё одна ночь Шахерезады
- 1986 — Красные башмачки
- 1986 — Путь к себе
- 1987 — После дождичка в четверг
- 1987 — Лиловый шар
- 1987 — Мио, мой Мио

как художник-декоратор
- 1972 — Это сладкое слово — свобода!
- 1977 — Кольца Альманзора
- 1978 — Новые приключения капитана Врунгеля
- 1986—1996 — Ермак
- 1986 — Пётр Великий
- 1987 — Десять негритят
- 1987 — Странник
- 1989 — Узник Европы
- 1990 — Одиссея капитана Блада
- 1990 — Царская охота
- 1991 — Летучий голландец
- 1992 — Господа артисты
- 1993 — На муромской дорожке
- 1992 — Сердца трёх
- 1992 — Сны о России
- 1994 — Империя пиратов
- 1994 — Простодушный
- 1995 — Гелли и Нок
- 1996 — В империи орлов
- 1997 — Роксолана
- 1998—2003 — Хорнблоуэр
- 2014 — Солнечный удар